# Holocentropus atratus
Holocentropus atratus is een fossiele soort schietmot uit de familie Polycentropodidae.